# ريتشارد براون (لاعب كريكت)
ريتشارد براون (14 أغسطس 1811 - ) (بالإنجليزية: Richard Brown)‏ هو لاعب كريكت بريطاني.